# John Banks (Politiker, 1793)
John Banks (* 17. Oktober 1793 bei Lewisburg, Juniata County, Pennsylvania; † 3. April 1864 in Reading, Pennsylvania) war ein US-amerikanischer Politiker. Zwischen 1831 und 1836 vertrat er den Bundesstaat Pennsylvania im US-Repräsentantenhaus.

## Werdegang
John Banks erhielt eine gute Grundschulausbildung. Nach einem anschließenden Jurastudium und seiner 1819 erfolgten Zulassung als Rechtsanwalt begann er im Juniata County in diesem Beruf zu arbeiten. Später zog er in des Mercer County, wo er ebenfalls als Anwalt praktizierte. Politisch schloss er sich der kurzlebigen Anti-Masonic Party an.
Bei den Kongresswahlen des Jahres 1830 wurde Banks im 18. Wahlbezirk von Pennsylvania in das US-Repräsentantenhaus in Washington, D.C. gewählt, wo er am 4. März 1831 die Nachfolge von Thomas Hale Sill antrat. Nach zwei Wiederwahlen konnte er bis zu seinem Rücktritt im Jahr 1836 im Kongress verbleiben. Seit 1833 vertrat er dort den damals neu eingerichteten 24. Distrikt seines Staates. Seit dem Amtsantritt von Präsident Andrew Jackson im Jahr 1829 wurde innerhalb und außerhalb des Kongresses heftig über dessen Politik diskutiert. Dabei ging es um die umstrittene Durchsetzung des Indian Removal Act, den Konflikt mit dem Staat South Carolina, der in der Nullifikationskrise gipfelte, und die Bankenpolitik des Präsidenten.
Zwischen 1836 und 1847 war John Banks Richter im Berks County. Im Jahr 1847 wurde er State Treasurer von Pennsylvania. Danach praktizierte er wieder als Rechtsanwalt. Er starb am 3. April 1864 in Reading, wo er auch beigesetzt wurde.